# ميتساد
ميتساد (بالعبرية: מיצד) مستوطنة مجتمعية إسرائيلية، أقيمت عام 1984 شمال شرق محافظة الخليل جنوب الضفة الغربية على أراضي بلدتي الشيوخ وسعير، وتقع إداريًا ضمن اختصاص مجلس جوش عتصيون الإقليمي. في عام 2018 كان عدد سكانها 835 مستوطنًا.

## الجانب القانوني
يعتبر المجتمع الدولي المستوطنات الإسرائيلية في الضفة الغربية غير قانونية بموجب القانون الدولي، لكن الحكومة الإسرائيلية تعارض ذلك.